# Щелованов, Николай Матвеевич
Николай Матвеевич Щелованов (1892—1984) — советский учёный-психолог, доктор медицинских наук, (1934), член-коpреспондент Академии медицинских наук СССР (1946).
Автор ряда научных работ, область научной деятельности — психология и рефлексология развития, детская и педагогическая психология, сравнительная психология; также занимался проблемами сравнительной психологии человека и животных.

## Биография
Родился 18 января (30 января по новому стилю) 1892 года в городе Вольске Архангельской губернии.
В 1911 году окончил Психоневрологический институт (ныне Санкт-Петербургский научно-исследовательский психоневрологический институт). Продолжил работать в этом же вузе и в 1917 году был ассистентом В. М. Бехтерева на кафедре рефлексологии.
В 1918—1931 годах Николай Щелованов работал в Институте мозга, где создал и возглавил отдел и клинику по изучению развития высшей нервной деятельности младенца. В 1931 году этот отдел вместе с клиникой были переведены в Москву и реорганизованы в Отдел развития и воспитания Центрального НИИ охраны материнства и младенчества (с 1940 года стал называться Институт педиатрии Академии медицинских наук СССР). Эти подразделением H. М. Щелованов руководил до 1961 года.
H. М. Щелованов был одним из основоположников онтогенетического метода разработки проблем высшей нервной деятельности человека в СССР. Одним из первых предложил и применил новые экспериментальные методы сравнительного изучения высших психических функций человека и животных. В течение многих лет изучал особенности формирования и развития высших психических функций человека в постнатальный период и в течение первых двух-трёх лет жизни.
Член КПСС с 1945 года. Наряду с научной деятельностью, занимался педагогической — преподавал в медицинских институтах Москвы и Ленинграда.
Умер 26 мая 1984 года в Москве.
Награждён орденами Ленина, Трудового Красного Знамени и «Знак Почета», а также медалями.